# HD 173282
HD 173282，又名BD-21 5131，SAO 187234、HR 7038，是一颗恒星，视星等为6.36，位于銀經13.44，銀緯-8.12，其B1900.0坐标为赤經18h 39m 20.5s，赤緯-21° -8.12′ 11″。